# アシュリー・グリーン
アシュリー・ミシェル・グリーン（Ashley Michele Greene、1987年2月21日‐）は、アメリカ合衆国の女優。
『トワイライト』シリーズのアリス・カレン役として知られている。

## 来歴・人物
フロリダ州ジャクソンビル出身。父親のジョー・グリーンはアメリカ海兵隊、母親は保険外交員。兄（ジョー）がいる。
17歳の時に女優になる為にロサンゼルスに移る。
Vision NYC、Stop Starting!、Surtaなどのモデルをしていた。特に、カルロス・アーマインドの撮影で数々の広告を飾った。
トワイライトにて野球の際にピッチャーのポジションで演技しているが、本人はそれまで野球はしたことがなかった。オーディションの際に「もちろん大丈夫、できます」と答えていたので、オーディションに受かった後に投球を教わり、練習した。

## 私生活
『ゴシップガール』に出演しているチェイス・クロフォードと交際をしていた。
少し前までポップ・ロックバンドジョナス・ブラザーズのジョーと交際していたが、破局。

## フィルモグラフィー

### 映画
| 公開年 | 邦題 原題                                                                                 | 役名                   | 備考           |
| ------ | ----------------------------------------------------------------------------------------- | ---------------------- | -------------- |
| 2007   | カリフォルニア・トレジャー King of California                                             | マクドナルドの客       | 日本劇場未公開 |
| 2008   | ピザ男の異常な愛情 Otis                                                                   | キム4                  |                |
| 2008   | トワイライト〜初恋〜 Twilight                                                             | アリス・カレン         |                |
| 2009   | 精神科医ヘンリー・カーターの憂欝 Shrink                                                   | ミッシー               | 日本劇場未公開 |
| 2009   | トワイライト・オブ・ブラッド Summer's Blood                                               | サマー・マシューズ     |                |
| 2009   | ニュームーン/トワイライト・サーガ The Twilight Saga: New Moon                             | アリス・カレン         |                |
| 2010   | エクリプス/トワイライト・サーガ The Twilight Saga: Eclipse                                | アリス・カレン         |                |
| 2011   | カワイイ私の作り方 全米バター細工選手権! Butter                                           | ケイトリン・ピックラー | 日本劇場未公開 |
| 2011   | トワイライト・サーガ/ブレイキング・ドーン Part1 The Twilight Saga: Breaking Dawn - Part 1 | アリス・カレン         |                |
| 2012   | アパリション -悪霊- The Apparition                                                        | ケリー                 | 日本劇場未公開 |
| 2012   | トワイライト・サーガ/ブレイキング・ドーン Part2 The Twilight Saga: Breaking Dawn - Part 2 | アリス・カレン         |                |
| 2014   | WISH I WAS HERE 僕らのいる場所 Wish I Was Here                                            | ジャニーン             |                |
| 2014   | KRISTY クリスティ Kristy                                                                  | ヴァイオレット         | 日本劇場未公開 |
| 2014   | ゾンビ・ガール Burying the Ex                                                             | エヴリン               | 日本劇場未公開 |
| 2015   | スタテン・アイランド・サマー Staten Island Summer                                         | クリスタル・メニクッチ | 日本劇場未公開 |
| 2016   | ザ・コントロール Urge                                                                     | テレサ                 | 日本劇場未公開 |
| 2016   | 疑わしき戦い In Dubious Battle                                                            | ダニ・スティーヴンス   | 日本劇場未公開 |
| 2018   | アクシデントマン Accident Man                                                             | チャーリー・アダムス   | 日本劇場未公開 |
| 2019   | スキャンダル Bombshell                                                                    | アビー・ハンツマン     |                |
| 2021   | ネイビーシールズ ローグ・ネイション One Shot                                              | ゾーイ・アンダーソン   | 日本劇場未公開 |
| 2022   | デンジャラス・プレイス Wrong Place                                                        | クロエ・リチャーズ     | 日本劇場未公開 |

### テレビ
| 放映年      | 邦題 原題                          | 役名                 | 備考                                        |
| ----------- | ---------------------------------- | -------------------- | ------------------------------------------- |
| 2005        | パンクト Punk'd                    | 彼女                 | 1エピソード                                 |
| 2006        | 女検死医ジョーダン Crossing Jordan | アン・ラパポート     | シーズン5 第11話 "The Elephant in the Room" |
| 2006        | マッドTV! MADtv                    | アンバー             | シーズン11 第17話                           |
| 2008        | SHARK カリスマ敏腕検察官 Shark     | ナタリー・ファーバー | シーズン2 第12話 "弁護士生命を懸けた嘘"     |
| 2011 - 2012 | PAN AM/パンナム Pan Am             | アマンダ・メイソン   | 5エピソード                                 |

### ミュージックビデオ
| 公開年 | 邦題 原題      | アーティスト |
| ------ | -------------- | ------------ |
| 2005   | Lyudi Invalidy | t.A.T.u.     |

### コンピュータゲーム
| 発売年 | 邦題 原題                                         | 役名                  | 備考     |
| ------ | ------------------------------------------------- | --------------------- | -------- |
| 2015   | バットマン アーカム・ナイト Batman: Arkham Knight | オラクル/バットガール | 声の出演 |